# 魏巍
魏巍（ぎ ぎ、1920年3月6日 - 2008年8月24日）は、中華人民共和国の小説家、詩人。本名は魏鴻傑、筆名は紅楊樹。河南省鄭州市出身。中国共産党党員。代表作に『東方』『誰是最可愛的人』『火鳳凰』。元第一回至第三回全国人大代表、中国文学芸術界連合会栄誉委員、中国作家協会顧問、中朝友好協会副会長、中国解放区文学研究会会長。

## 略歴
1920年3月6日、中華民国河南省鄭州市の農村に生まれた。平民小学、郷村簡易師範卒業。
15歳の時に両親が死去。清書で生計を立てた。
1937年12月、17歳の時山西省趙城県八路軍に入隊。八路軍一一五師軍政幹部学校（後併入八路軍総部随営学校）に入学。
1938年、陝西省延安の抗日軍政大学に進学。第三期学員。
1938年4月、中国共産党に入党。卒業後、魏巍に配属される晋察冀敵背抗日根拠地。
1946年3月19日、劉秋華と結婚。
1949年4月、晋察冀野戦軍騎兵第六師団第十六騎兵連隊の政治委員。
1950年5月、総政治部に移籍し、学校教育科副科長、創作室副主任に就任した。
1950年12月、抗米援朝戦争の期間、朝鮮を取材し、中国人民志願軍の英雄的献身に心打たれ、戦場からのレポート 『誰是最可愛的人』を書いた。1951年4月11日、『人民日報」の頭版に掲載されると、1951年の『誰是最可愛的人』で注目される。
1956年と銭小恵合作映画を書いた小説「赤色の嵐』。
1957年、『華北解放戦争史』の編纂を開始。
1978年、北京軍区文化部長、北京軍区政治部顧問等に就任。
1978年、『東方』を発表。1982年に同作品で中国文学の最高権威茅盾文学賞を受賞している。
2008年8月24日、病気のため北京にて88歳で死去。

## 著書

### 詩集
- 『両年』、1951年
- 『黎明風景』、1955年
- 『不断集』、1963年
- 『魏巍詩選』、1985年
- 『紅葉集』、2007年

### 長篇小説
- 『長空怒風』、1952年
- 『地球的紅飄帯』、1988年
- 『火鳳凰』、1997年
- 『東方』、1978年
- 『懐人集』、1980年

### 短篇小説
『志愿軍叔叔和朝鮮小姑娘』、1952年
『我愛老師』、1984年
『老煙筒』、1954年
『女将軍』、1958年

### 散文集
- 『我的老師』、1956年9月
- 『誰是最可愛的人』（だれが最も愛すべき人か）、1951年
- 『在漢江南岸的日日夜夜』、1951年
- 『依依惜別的深情』、1958年
- 『年軽人、讓你的青春更美麗吧』、1951年
- 『春天漫筆』、1959年
- 『魏巍雜文選』、1994年
- 『幸福的花為勇士而開』、1956年
- 『話説毛沢東』、1993年
- 『壮行集』、1980年
- 『魏巍散文選』、1982年
- 『四行日記』、2008年
- 『新語絲』、2008年

## 文学賞
- 『東方』— 茅盾文学賞（1982年）